# Ansfried
Ansfried, Ansfridus of Aufridus (ook: Ansfried de jongere, Ansfridus van Leuven, Ansfridus van Utrecht) (Leuven, ca. 940 – Klooster Hohorst bij Leusden, 3 mei 1010) was een edelman in het Heilige Roomse Rijk. Tot 995 was hij graaf van Hoei; daarna werd hij bisschop van Utrecht. Ook is hij de stichter van kloosters in Thorn (990) en Hohorst in Leusden. Hij is heilig verklaard en wordt gevierd op zijn sterfdag, 3 mei. De enige kerk in Nederland die naar hem vernoemd is, is de Sint-Ansfriduskerk in de Amersfoortse wijk Bergkwartier. In Thorn is de Sint-Ansfriedkapel naar de heilige vernoemd.

## Jonge jaren
Ansfried werd ca. 940 geboren binnen een Lotharingse adellijke familie. Algemeen wordt aangenomen dat zijn vader Lambertus heet. Eerst werd hij door zijn oom Ruotbert van Trier, aartsbisschop van Trier van 931 tot 956, onderwezen in het kerkelijke en het wereldlijke recht. Daarna kreeg hij van aartsbisschop Bruno van Keulen een militaire opleiding. Hij moest als ridder mee met koning Otto I, toen deze in 961 Rome belegerde om zich daar tot keizer te kunnen laten kronen.

## Strategisch huwelijk
Na met aartsbisschop Bruno in Italië te zijn geweest, huwde hij in 966 met de gravin van Strijen en Hoei, Hereswint (Hilsondis, Hildewaris), grootgrondbezitter, eigenaresse van het Hof van Gilze (villa Gillesela) en eerste bekende vrouwelijke bestuurder van de Lage Landen. Ze sticht met toestemming van Ansfried de abdij van Thorn. Hun dochter, later als Benedicta aangeduid, werd hierin de eerste abdis. Van Hereswint waren de grote bezittingen afkomstig, die de abdij later bezat in de baronie van Breda en Geertruidenberg. In oorkonden uit 1292 worden door koning Adolf de bezittingen van de abdij bevestigd. Het ging om de voormalige leengoederen en -rechten die in 985 aan Ansfried waren gegeven en om de rechten van tol, munt en markt. Zulke schenkingen werden over het algemeen niet uit altruïsme gedaan, maar om aan verplichtingen te ontkomen die verbonden waren aan leengoederen en -rechten. Men doneerde aan een kerkelijke instelling en zorgde ervoor dat men door strategische benoemingen van de abt of abdis de zeggenschap behield.
Ansfried werd graaf van Hoei en kwam bekend te staan als de ridder met het grote gevoel voor rechtvaardigheid, die met harde hand struikrovers opjoeg en in het nauw bracht. Hij werd geroemd om zijn karakter. Hij was een geletterd man, en velen kwamen daarom bij hem om raad te vragen.
Na een huwelijk van enkele jaren legden de echtgenoten uit vroomheid de gelofte van kuisheid af. Zij maakten zich steeds meer vrij van de aardse goederen en gaven aanzienlijke giften aan de kerken en kloosters. Hereswint trad in het klooster.

## Bisschop
Na de dood van zijn vrouw in 994 wilde ook Ansfried zich als eenvoudig monnik terugtrekken in een klooster, maar keizer Otto III deed een dringend beroep op hem toe te treden tot de geestelijke stand en de vacante bisschopszetel van Utrecht te bezetten. Aanvankelijk weigerde Ansfried, ook omdat hij al oud was, maar mede na aandrang van de bisschop van het prinsbisdom Luik accepteerde Ansfried de benoeming. Hij werd tot bisschop gewijd in de Dom van Aken. Daar legde hij zijn zwaard op het Maria-altaar en nam de bisschoppelijke waardigheidstekenen in ontvangst. Zijn graafschap schonk hij aan het prinsbisdom Luik. Door zijn spaarzaamheid en de grote rijkdom die Ansfried had meegebracht, groeide het bezit en de macht van zijn bisdom in deze tijd sterk. Naast een militaire carrière onder keizer Otto III diende Ansfried ook onder keizer Hendrik II, die net als Ansfried later werd heilig verklaard.
Maar in tegenstelling tot wat in die tijd gebruikelijk was, concentreerde Ansfried zich voornamelijk op de geestelijke kant van zijn functie. De wereldlijke macht die een bisschop in zijn tijd ook bezat, interesseerde hem gaandeweg steeds minder. Zijn geloof had van hem een pacifist gemaakt. Reeds omstreeks 1000 was bij Amersfoort op zijn initiatief het benedictijnenklooster de Hohorst gesticht door monniken van Sint-Vitus te Gladbach, die hij daar een abdij en kapel liet bouwen. Zijn militaire carrière liep noodgedwongen ten eind toen hij op latere leeftijd blind werd. Zijn vroomheid dwong veel respect af. Hij had zo'n gezag als bisschop dat zelfs de Noormannen bij hun strooptochten van 1006 en 1007 de plaats Utrecht zouden hebben gespaard. Volgens de legende zagen zij uit achting voor de bisschop af van een aanval op de burcht Trecht, waarin de bevolking zich had verschanst.

### Heiligenberg
Toen Ansfried rond 1005 blind begon te worden, verruilde hij het fijne bisschopskleed voor een eenvoudig grof geweven kleed. Een bisschop die vaak vastte, droeg sowieso altijd een boetekleed onder zijn andere kleding. In 1006 liet hij op de Hohorst bij een beek een monnikencel bouwen. Deze plaats, later bekend als de Heiligenberg, lag aan de oostkant van een moerasachtige rivierarm (thans de Heiligenbergerbeek en het Zwanewater) op circa 20 kilometer hemelsbreed van Utrecht.
De Heiligenberg met de directe omgeving heeft nu, 1000 jaar later, de status van Archeologisch Rijksmonument, vanwege aanwezigheid van de resten van het 11e-eeuwse kloostercomplex Hohorst en de resten van het 17e-eeuwse landhuis Heiligenberg.

### Monnik
Vanaf 1006 verbleef hij afwisselend in Utrecht, waar hij zijn bisschopstaken vervulde en op de Heiligenberg, waar hij als monnik leefde. In Utrecht verpleegde hij vooral zieken. Zijn bezittingen stelde hij ter beschikking aan de armen, van wie hij er, naar men zegt, dagelijks 72 aan tafel uitnodigde. Ook is het verhaal bekend dat hij een melaatse waste, hem in zijn eigen bed te slapen legde en hem de volgende dag met schone kleren weer op pad stuurde. Zijn blindheid belemmerde hem blijkbaar niet in deze activiteiten, hij was zelfs blij dat hij door die blindheid al hier op aarde boete kon doen voor zijn zonden.

## Dood en begrafenis
Toen Ansfried zijn dood voelde naderen, liet hij zich naar de Hohorst brengen. Hier lag hij van kerstdag 1009 tot op de dag van zijn dood, 3 mei 1010, te bed. Ondanks zijn blindheid zag hij vlak voor zijn sterven een lichtend kruis in zijn kamer. Hij sloeg een kruisteken en stierf. De monniken wilden Ansfried in de abdij begraven, hij was daarvan immers de stichter en daarbij was hij in een geur van heiligheid gestorven.
De Utrechters vonden echter dat de bisschop van Utrecht in Utrecht begraven moest worden. Toen ze hadden gehoord van Ansfrieds overlijden, kwamen ze direct met een grote, goedbewapende groep bij Benedicta om Ansfrieds lijk te halen. Benedicta, abdes van de inmiddels welvarende en machtige abdij van Thorn, wilde echter dat haar vader op Hohorst zou begraven worden en hoe de Utrechters ook smeekten, Benedicta bleef bij haar beslissing.
Toen brak er echter plotseling brand uit op de heuvel waar net de sarcofaag naartoe werd gebracht. Gebruikmakend van de verwarring die daardoor ontstond, ontvreemden de Utrechters het lijk van Ansfried en brachten het in een bootje naar de overkant van de Eem. De Utrechters die niet meer in het bootje pasten, gingen er wadend en zwemmend achteraan.
De monniken van de Hohorst zagen dit en grepen direct de wapens. Er dreigde een vechtpartij uit te breken tussen de kanunniken uit Utrecht en de monniken van de abdij. Benedicta, zette haar gezag in, ze kwam tussen de beide partijen en beval geen bloed te vergieten over haar vaders lijk. Ze gaf de Utrechters toestemming haar vader in Utrecht te begraven. Met een boot werd Ansfrieds lichaam over de Rijn naar Utrecht gebracht, waar hij in de Dom werd begraven.

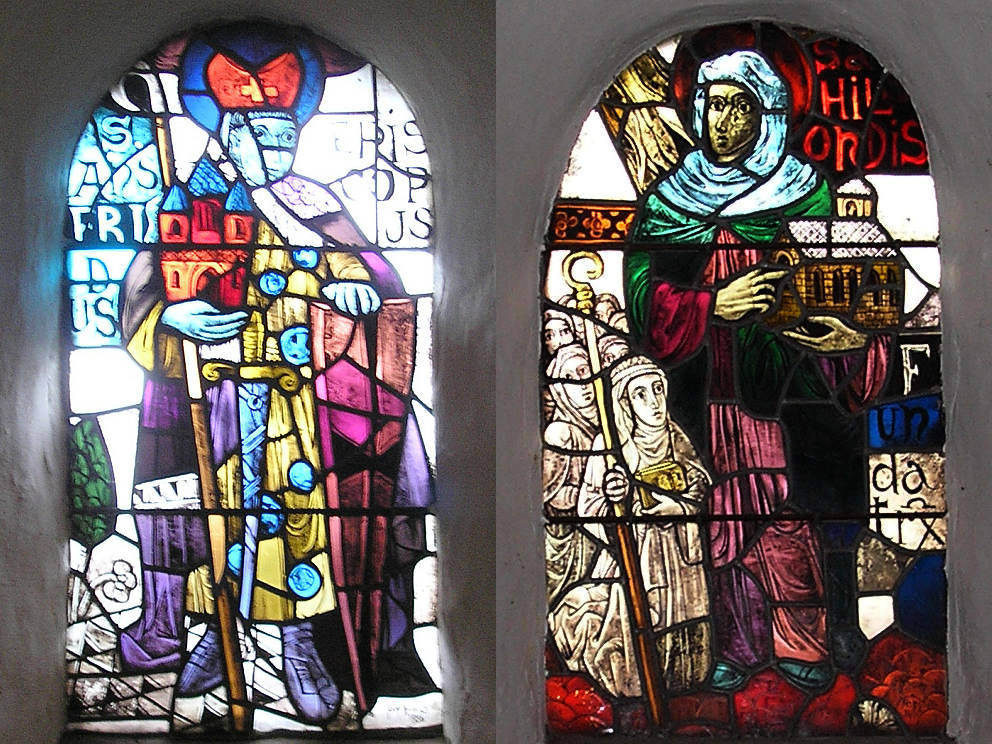
Ansfried en Hilsondis op ramen van de abdijkerk van Thorn
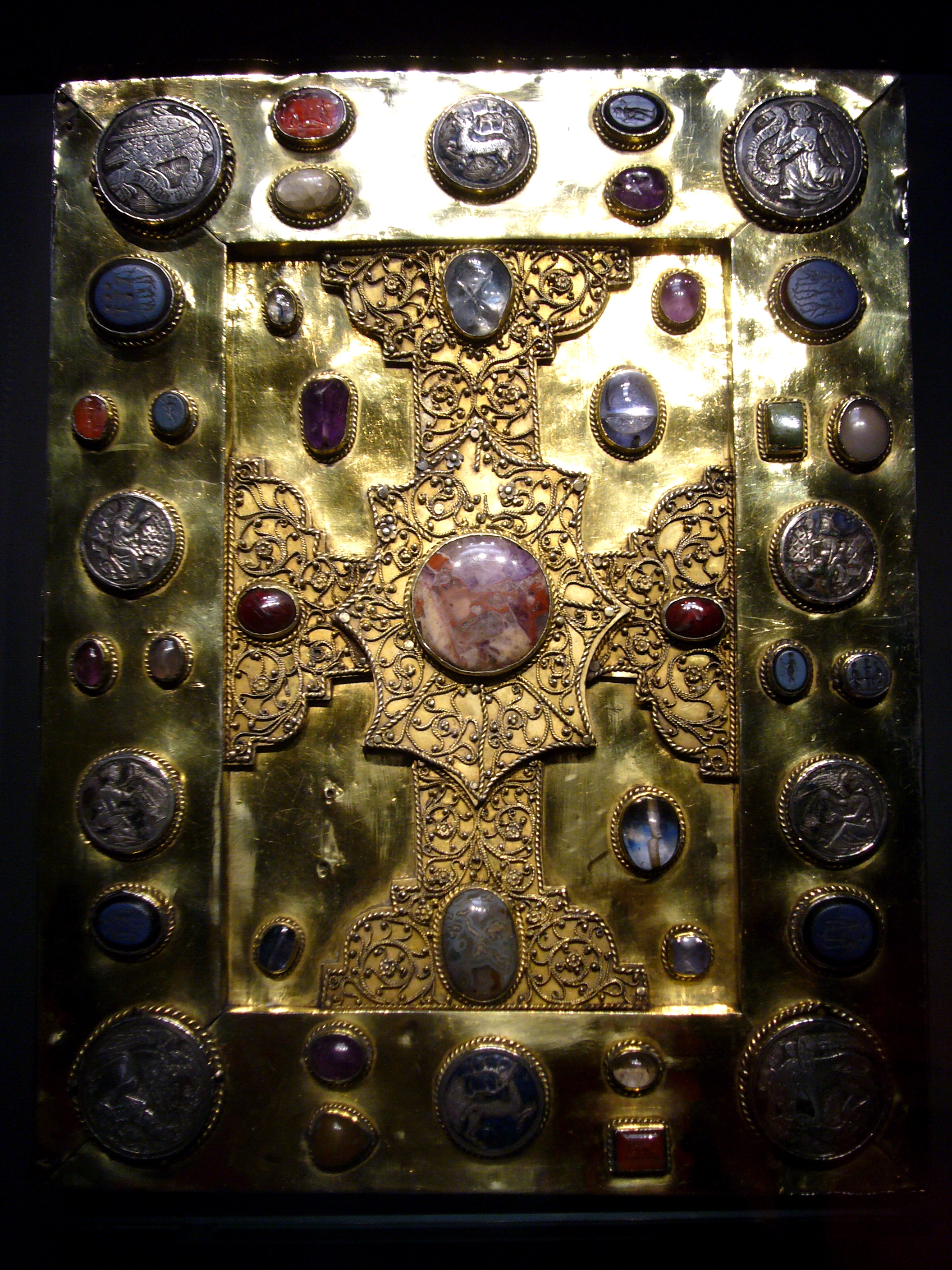
De Ansfriedcodex in het Museum Catharijneconvent te Utrecht, door de bisschop geschonken aan de Dom in Utrecht
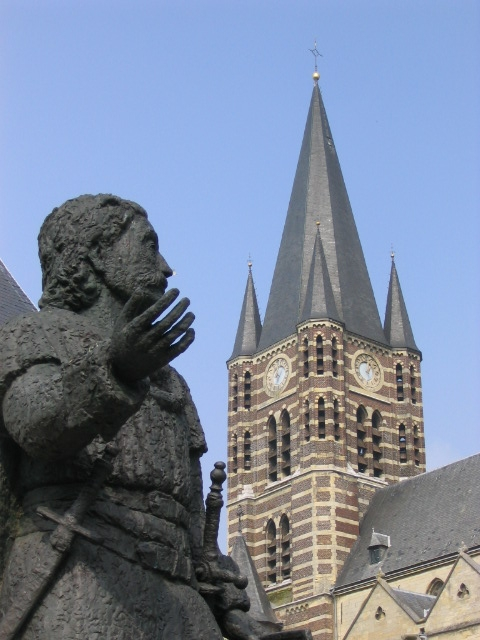
Thorn
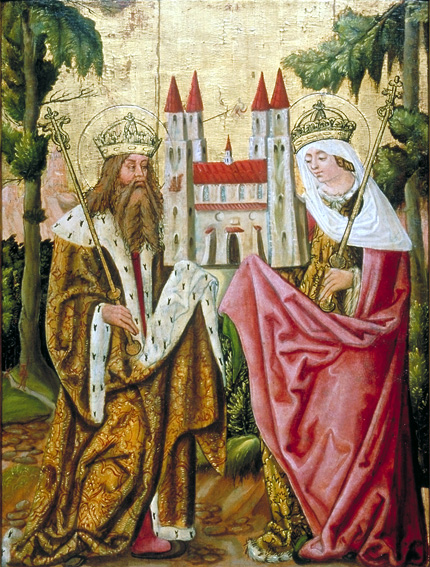
Hendrik II met echtgenote Cunigonde